# 2662 Kandinsky
2662 Kandinsky eller 4021 P-L är en asteroid i huvudbältet som upptäcktes den 24 september 1960 av den nederländsk-amerikanske astronomen Tom Gehrels och det nederländska astronomparet Ingrid van Houten-Groeneveld och Cornelis Johannes van Houten vid Palomarobservatoriet. Den är uppkallad efter den ryske målaren Vasilij Kandinskij.
Asteroiden har en diameter på ungefär tio kilometer.